# تيمور سلجوق
تيمور سلجوق (2 يوليو 1946 - 6 نوفمبر 2020)، هو مغني وعازف بيانو وقائد فرقة موسيقية تركي.

## روابط خارجية
- تيمور سلجوق في قاعدة بيانات الأفلام على الإنترنت
- تيمور سلجوق على موقع IMDb (الإنجليزية)
- تيمور سلجوق على موقع ميوزك برينز (الإنجليزية)
- تيمور سلجوق على موقع ديسكوغز (الإنجليزية)
- تيمور سلجوق على موقع قاعدة بيانات الفيلم (الإنجليزية)